# Mathilde Bourdieu
Mathilde Bourdieu (Parigi, 15 aprile 1999) è una calciatrice francese, attaccante dell'Olympique Marsiglia e della nazionale francese.
Ha giocato in varie nazionali giovanili francesi, facendo parte della selezione Under-19 che ha concluso al secondo posto il campionato europeo 2017 di categoria.

## Statistiche

### Presenze e reti nei club
Statistiche aggiornate al 19 agosto 2025.
| Stagione          | Squadra             | Campionato        | Campionato | Campionato | Coppe nazionali | Coppe nazionali | Coppe nazionali | Coppe continentali | Coppe continentali | Coppe continentali | Altre coppe | Altre coppe | Altre coppe | Totale | Totale |
| Stagione          | Squadra             | Comp              | Pres       | Reti       | Comp            | Pres            | Reti            | Comp               | Pres               | Reti               | Comp        | Pres        | Reti        | Pres   | Reti   |
| ----------------- | ------------------- | ----------------- | ---------- | ---------- | --------------- | --------------- | --------------- | ------------------ | ------------------ | ------------------ | ----------- | ----------- | ----------- | ------ | ------ |
| 2014-2015         | Tolosa              | D2                | 1          | 0          | CF              | -               | -               | -                  | -                  | -                  | -           | -           | -           | 1      | 0      |
| 2015-2016         | Tolosa              | D2                | 11         | 5          | CF              | 1               | 0               | -                  | -                  | -                  | -           | -           | -           | 12     | 5      |
| Totale Tolosa     | Totale Tolosa       | Totale Tolosa     | 12         | 5          |                 | 1               | 0               |                    | -                  | -                  |             | -           | -           | 13     | 5      |
| 2016-2017         | FCF Juvisy          | D1                | 1          | 0          | CF              | -               | -               | -                  | -                  | -                  | -           | -           | -           | 1      | 0      |
| Totale FCF Juvisy | Totale FCF Juvisy   | Totale FCF Juvisy | 1          | 0          |                 | -               | -               |                    | -                  | -                  |             | -           | -           | 1      | 0      |
| 2017-2018         | Paris FC            | D1                | 14         | 4          | CF              | 2               | 2               | -                  | -                  | -                  | -           | -           | -           | 16     | 6      |
| 2018-2019         | Paris FC            | D1                | 15         | 4          | CF              | 1               | 0               | -                  | -                  | -                  | -           | -           | -           | 16     | 4      |
| 2019-2020         | Paris FC            | D1                | 14         | 1          | CF              | 1               | 0               | -                  | -                  | -                  | -           | -           | -           | 15     | 1      |
| 2020-2021         | Paris FC            | D1                | -          | -          | CF              | -               | -               | -                  | -                  | -                  | -           | -           | -           | -      | -      |
| 2021-2022         | Paris FC            | D1                | 20         | 7          | CF              | 3               | 5               | -                  | -                  | -                  | -           | -           | -           | 19     | 11     |
| 2022-2023         | Paris FC            | D1                | 21         | 13         | CF              | 1               | 0               | UWCL               | 2                  | 0                  | -           | -           | -           | 24     | 13     |
| 2023-2024         | Paris FC            | D1                | 20+1       | 3          | CF              | 3               | 0               | UWCL               | 10                 | 3                  | -           | -           | -           | 34     | 6      |
| 2024-2025         | Paris FC            | PL                | 17         | 6          | CF              | 2               | 0               | UWCL               | 4                  | 3                  | -           | -           | -           | 23     | 9      |
| Totale Paris FC   | Totale Paris FC     | Totale Paris FC   | 122        | 38         | -               | 14              | 7               | -                  | 16                 | 6                  | -           | -           | -           | 152    | 51     |
| 2025-2026         | Olympique Marsiglia | PL                | -          | -          | CF              | -               | -               | -                  | -                  | -                  | -           | -           | -           | -      | -      |
| Totale carriera   | Totale carriera     | Totale carriera   | 135        | 43         | -               | 15              | 7               | -                  | 16                 | 6                  | -           | -           | -           | 166    | 56     |

## Palmarès

### Club
- Coppa di Francia: 1

Paris FC: 2024-2025